# Appellationsgericht Wiesbaden
Das Appellationsgericht Wiesbaden war zwischen 1867 und 1879 ein Gericht der ordentlichen Gerichtsbarkeit im damals preußischen Wiesbaden. Ihm waren die drei Kreisgerichte im Regierungsbezirk Wiesbaden.
Mit § 12 der Verordnung vom 22. Februar 1867 wurde nach der Annexion Nassaus durch Preußen die Trennung von Verwaltung und Justiz angeordnet. Diese war im Herzogtum Nassau nicht gegeben. Die Ämter waren sowohl Verwaltungsbezirke als auch Gerichte erster Instanz. Mit Verordnungen vom 26. Juni 1867 und 21. August 1867 wurde die Justizfunktion den neu geschaffenen Amtsgerichten übertragen. In Dillenburg, Limburg und Wiesbaden wurden Kreisgerichte, in Wiesbaden das übergeordnete Appellationsgericht Wiesbaden geschaffen. Es war damit Nachfolger des nassauischen Oberappellationsgerichtes Wiesbaden. Es war dem Preußischen Obertribunal in Berlin untergeordnet.
Das Appellationsgericht war für 3 Kreisgerichte mit zusammen 33 Amtsgerichten mit zusammen 52 Amtsrichtern zuständig.
| Kreisgericht            | Amtsgerichte | Amtsrichter | Richter der Kreisgerichte |
| ----------------------- | ------------ | ----------- | ------------------------- |
| Kreisgericht Dillenburg | 11           | 20          | 7                         |
| Kreisgericht Limburg    | 12           | 22          | 8                         |
| Kreisgericht Wiesbaden  | 10           | 26          | 11                        |

| Amtsgericht                   | Gerichtsbezirk | Kreisgericht            | Richterzahl |
| ----------------------------- | --- | ----------------------- | ----------- |
| Amtsgericht Biedenkopf        | Landgericht Biedenkopf | Kreisgericht Dillenburg | 2           |
| Amtsgericht Battenberg        | Landgericht Battenberg | Kreisgericht Dillenburg | 1           |
| Amtsgericht Gladenbach        | Landgericht Gladenbach sowie die früher zum großherzoglich hessischen Kreis Gießen gehörende Orte                                                                                  | Kreisgericht Dillenburg | 2           |
| Amtsgericht Vöhl              | Landgericht Vöhl | Kreisgericht Dillenburg | 1           |
| Amtsgericht Dillenburg        | Amt Dillenburg | Kreisgericht Dillenburg | 2           |
| Amtsgericht Herborn           | Amt Herborn | Kreisgericht Dillenburg | 2           |
| Amtsgericht Rennerod          | Amt Rennerod | Kreisgericht Dillenburg | 2           |
| Amtsgericht Marienberg        | Amt Marienberg | Kreisgericht Dillenburg | 1           |
| Amtsgericht Hachenburg        | Amt Hachenburg | Kreisgericht Dillenburg | 2           |
| Amtsgericht Selters           | Amt Selters | Kreisgericht Dillenburg | 2           |
| Amtsgericht Weilburg          | Amt Weilburg | Kreisgericht Dillenburg | 3           |
| Amtsgericht Limburg           | Amt Limburg | Kreisgericht Limburg    | 2           |
| Amtsgericht Diez              | Amt Diez | Kreisgericht Limburg    | 2           |
| Amtsgericht Runkel            | Amt Runkel | Kreisgericht Limburg    | 2           |
| Amtsgericht Hadamar           | Amt Hadamar | Kreisgericht Limburg    | 2           |
| Amtsgericht Wallmerod         | Amt Wallmerod | Kreisgericht Limburg    | 2           |
| Amtsgericht Montabaur         | Amt Montabaur | Kreisgericht Limburg    | 2           |
| Amtsgericht Nastätten         | Amt Nastätten | Kreisgericht Limburg    | 2           |
| Amtsgericht Nassau            | Nassau, Attenhausen, Bergnassau, Scheuren, Bremberg, Gutenacker, Kördorf, Lollschied, Niedertiefenbach, Obernhof, Pohl, Roth, Seelbach und Kalkofen, Singhofen, Weinähr und Winden | Kreisgericht Limburg    | 1           |
| Amtsgericht Ems               | Ems, Becheln, Dausenau, Dessighofen, Dienethal, Dornholzhausen, Geisig, Hömberg, Kemmenau, Misselberg, Oberwies, Schweighausen, Sulzbach und Zimmerschied                          | Kreisgericht Limburg    | 1           |
| Amtsgericht Oberlahnstein     | Oberlahnstein, Fachbach, Miellen, Niederlahnstein und Nievern | Kreisgericht Limburg    | 1           |
| Amtsgericht Braubach          | Amt Braubach ohne die Orte, die dem AG Oberlahnstein zugeteilt sind | Kreisgericht Limburg    | 1           |
| Amtsgericht Usingen           | Amt Usingen | Kreisgericht Limburg    | 3           |
| Amtsgericht Homburg v.d. Höhe | Justizamt Homburg, Rödelheim und dem großherzoglich hessischen Teil von Niederursel                                                                                                | Kreisgericht Wiesbaden  | 3           |
| Amtsgericht Höchst            | Amt Höchst | Kreisgericht Wiesbaden  | 3           |
| Amtsgericht Hochheim          | Amt Hochheim | Kreisgericht Wiesbaden  | 2           |
| Amtsgericht Königstein        | Amt Königstein | Kreisgericht Wiesbaden  | 2           |
| Amtsgericht Wiesbaden         | Amt Wiesbaden | Kreisgericht Wiesbaden  | 5           |
| Amtsgericht Eltville          | Amt Eltville | Kreisgericht Wiesbaden  | 2           |
| Amtsgericht Rüdesheim         | Amt Rüdesheim | Kreisgericht Wiesbaden  | 2           |
| Amtsgericht St. Goarshausen   | Amt St. Goarshausen | Kreisgericht Wiesbaden  | 2           |
| Amtsgericht Langen-Schwalbach | Amt Langen-Schwalbach und Amt Wehen | Kreisgericht Wiesbaden  | 3           |
| Amtsgericht Idstein           | Amt Idstein | Kreisgericht Wiesbaden  | 2           |

Mit dem Gesetz betreffend die Errichtung der Oberlandesgerichte und der Landgerichte vom 4. März 1878 wurde das Gericht zum 1. Oktober 1879 aufgelöst. Gleichzeitig wurde das Oberlandesgericht Frankfurt am Main als Nachfolger eingerichtet. Der letzte Präsident des Appellationsgerichts Georg Albrecht wurde erster Präsident des neuen OLG Frankfurt.